# Teorema di Rouché
In matematica il teorema di Rouché è un teorema dell'analisi complessa che afferma che, se due funzioni complesse {\displaystyle f} e {\displaystyle g} sono olomorfe su di un contorno chiuso {\displaystyle C} e al suo interno, con {\displaystyle |g(z)|<|f(z)|} su {\displaystyle C}, allora {\displaystyle f} e {\displaystyle f+g} possiedono lo stesso numero di zeri all'interno di {\displaystyle C}, dove ogni zero deve essere contato con la sua molteplicità. Questo teorema ha come ipotesi il fatto che il contorno {\displaystyle C} deve essere semplice, cioè senza autointersezioni.

## Spiegazione geometrica

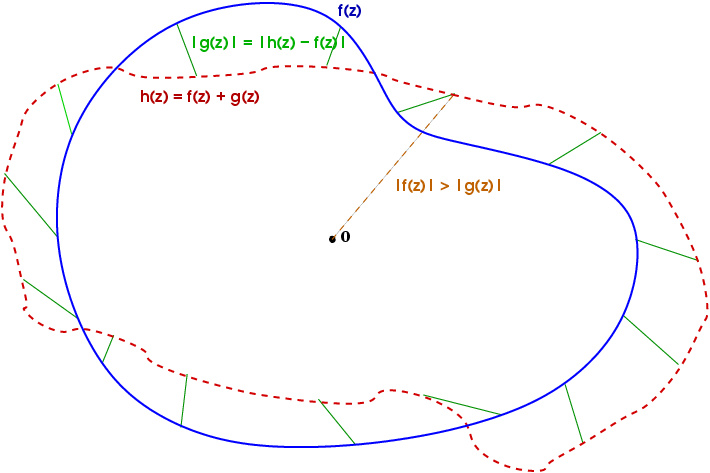
Visto che la distanza tra le curve è piccola,
compie esattamente un giro intorno, come.

Si può fornire una dimostrazione informale del teorema di Rouché.
Per prima cosa, occorre riformulare il teorema in un modo leggermente diverso. Sia {\displaystyle h=f+g}. Si noti che, dato che {\displaystyle f} e {\displaystyle g} sono olomorfe, anche {\displaystyle h} deve essere olomorfa. Allora, con le condizioni imposte precedentemente, il teorema di Rouché afferma che
se {\displaystyle |f(z)|>|h(z)-f(z)|} su {\displaystyle C} allora {\displaystyle f} e {\displaystyle h} hanno lo stesso numero di zeri all'interno di {\displaystyle C}.
Si noti che la condizione {\displaystyle |f(z)|>|h(z)-f(z)|} su {\displaystyle C} significa che, per ogni {\displaystyle z\in C}, la distanza di {\displaystyle f(z)} dall'origine è maggiore della lunghezza di {\displaystyle h(z)-f(z)}. Facendo riferimento alla figura, questo significa che, per ogni punto della curva blu, il segmento che unisce tale punto con l'origine è più lungo del segmento verde ad esso associato. Si può dunque affermare che la curva rossa, determinata dalla composizione di {\displaystyle h} con la curva, è sempre più vicina alla curva blu, determinata dalla composizione di {\displaystyle f} con la curva, piuttosto che all'origine. Allora, intuitivamente, tali curve devono avvolgersi attorno all'origine lo stesso numero di volte e poiché, per il principio dell'argomento, il numero di volte con le quali tali curve si avvolgono attorno allo zero restituisce il numero di zeri delle rispettive funzioni, si ha che queste hanno lo stesso numero di zeri.

## Dimostrazione
Sia {\displaystyle h=f+g}. Per il principio dell'argomento, si ha che
{\displaystyle N_{h}-P_{h}={1 \over 2\pi i}\oint _{C}{h'(z) \over h(z)}\,dz,}
dove {\displaystyle N_{h}} e {\displaystyle P_{h}} sono rispettivamente il numero di zeri e poli di {\displaystyle h} all'interno di {\displaystyle C}. Dato che {\displaystyle h} è analitica su {\displaystyle C} e al suo interno, si ha che {\displaystyle P_{h}} è uguale a zero, e dunque
{\displaystyle N_{h}={1 \over 2\pi i}\oint _{C}{h'(z) \over h(z)}\,dz.}
Analogamente
{\displaystyle N_{f}={1 \over 2\pi i}\oint _{C}{f'(z) \over f(z)}\,dz.}
Osserviamo che dalle ipotesi segue che {\displaystyle f} non ha zeri su {\displaystyle C} e che  {\displaystyle \left|{\frac {h}{f}}-1\right|<1} su {\displaystyle C}. Dunque {\displaystyle \left|{\frac {h}{f}}-1\right|<1} su tutto un aperto {\displaystyle \Omega } contenuto nel dominio di definizione di {\displaystyle f} e {\displaystyle h} e contenente il supporto di {\displaystyle C}.
Ne consegue che, detta {\displaystyle \log } la determinazione principale del logaritmo complesso, avendo {\displaystyle \left.{\frac {h}{f}}\right|_{\Omega }} immagine contenuta nel disco aperto di centro 1 e raggio 1, possiamo comporre  {\displaystyle \log } con la restrizione di {\displaystyle h \over f} a {\displaystyle \Omega }, ottenendo una funzione olomorfa su {\displaystyle \Omega }.
Dunque, sfruttando il fatto che l'integrale di linea complesso lungo una curva chiusa di una funzione che ammette primitiva è nullo, otteniamo
{\displaystyle N_{h}-N_{f}={1 \over 2\pi i}\oint _{C}{h'(z) \over h(z)}\,dz-{1 \over 2\pi i}\oint _{C}{f'(z) \over f(z)}\,dz}
{\displaystyle ={1 \over 2\pi i}\oint _{C}\left({h'(z) \over h(z)}-{f'(z) \over f(z)}\right)\,dz}
{\displaystyle ={1 \over 2\pi i}\oint _{C}\left({d \over dz}\left(\log \left(\left.{h \over f}\right|_{\Omega }\right)\right)\right)\,dz=0.} QED.